# Ctenodrilus parvulus
Ctenodrilus parvulus är en ringmaskart som beskrevs av Nikolaj Scharff 1887. Ctenodrilus parvulus ingår i släktet Ctenodrilus och familjen Ctenodrilidae. Arten har ej påträffats i Sverige. Inga underarter finns listade i Catalogue of Life.